# Monique Riley
Monique Riley (sinh ngày 23 tháng 11 năm 1995) là một người mẫu, diễn viên và hoa hậu người Úc đã đăng quang Hoa hậu Hoàn vũ Úc 2022. Cô đại diện cho Úc tại Hoa hậu Hoàn vũ 2022 và lọt top 16 chung cuộc.

## Tiểu sử
Riley sinh ra ở Sydney và gốc Queensland. Cô làm trợ lý điều hành với bằng cấp về các ngành công nghiệp sáng tạo của Đại học Công nghệ Queensland ở Brisbane. Sau đó cô đã thử giọng cho Viện Nghệ thuật Sân khấu Quốc gia ở Sydney, New South Wales.
Giữa đại dịch coronavirus (COVID-19) mới bắt đầu vào năm 2020, cô làm việc bán thời gian với tư cách là người mẫu và diễn viên ở Sydney trong khi làm trợ lý điều hành giúp điều hành công ty xây dựng của đối tác.

## Cuộc thi sắc đẹp

### Hoa hậu Hoàn vũ Úc 2022
Vào ngày 9 tháng 9 năm 2022, Riley cạnh tranh với 36 ứng cử viên khác tại Hoa hậu Hoàn vũ Úc 2022 tại Warner Bros. Movie World ở Gold Coast, Queensland. Trong cuộc thi, Riley tiến vào Top 10, và sau đó là Top 5, trước khi được công bố là người chiến thắng của cuộc thi và kế nhiệm là Daria Varlamova.

### Hoa hậu Hoàn vũ 2022
Với tư cách là Hoa hậu Hoàn vũ Úc, Riley đại diện Úc tại Hoa hậu Hoàn vũ 2022. Trong đêm chung kết, cô dừng chân ở Top 16 người đẹp nhất.